# Ana e Malit
Ana e Malit je naselje i općina u sjeverozapadnom dijelu Albanije. Nalazi se u Skadarskom distriktu.